# Jan z Inowrocławia
Jan z Inowrocławia (ur. ?, zm. ok. 1463) – profesor Uniwersytetu Jagiellońskiego.
Jan pochodził z rodziny mieszczańskiej, z Inowroclawia, był synem Mikołaja.
W 1446 r. zapisał się na Uniwersytet Jagielloński. W 1454 r. został magistrem Wydziału Artystów. Później został profesorem tegoż wydziału.
Mimo że nie studiował na innych wydziałach, to wykładał przedmioty na Wydziale Matematycznym. Prowadził ćwiczenia związane z komentowaniem ksiąg Arytotelesa, dotyczących fizyki i filozofii. W jego zainteresowaniach była także literatura klasyczna, którą zarówno komentował jak i prowadził z niej zajęcia.
Był sympatykiem rodzącego się ruchu humanistycznego. Mimo że nie wyjeżdżał z kraju, to kontaktował się z uczonymi, którzy przebywali za granicą, jak np. z Janem z Kalisza.
Jan z Inowrocławia, był bibliofilem. Zachowało się kilkanaście kodeksów z jego biblioteki. Swój zbiór w testamencie przekazał Kolegium Większego.
W 1462 r. pełnił funkcję dziekana Wydziału Artystycznego. Brak jest jakichkolwiek informacji o dalszych losach Jana, stąd można wnioskować, że ok. 1463 r. zmarł.
Nie zachowały się żadne informacje o twórczości Jana. 